# 安托万·格里兹曼
安托万·格里兹曼（法語：Antoine Griezmann，發音：[ɑ̃twan ɡʁijɛzman]，1991年3月21日—），是一名法國職業足球員，現役最佳前鋒之一，司職翼鋒、影子前鋒。目前效力於西甲俱樂部馬德里競技，曾擔任法國國家足球隊副隊長。
他的職業生涯始於皇家蘇斯達，在2009年的首個賽季完成首秀和贏得該賽季西乙冠軍。在皇家社會的5個賽季內，他的正式上陣次數為201場並打進50球。在2014年，他以3,000萬歐元加盟马德里竞技，目前而他在西甲已經射入超過75個進球。
2019年7月12日，巴塞隆拿官宣基沙文加盟，但是马德里体育会立刻发布官方声明说违约金未交够。随后马德里体育会于7月25日正式向西甲和西班牙足协提出诉讼，2019年8月19日，据每日体育报报道，马德里体育会撤销诉讼，基沙文转会纠纷一案告一段落。
格里兹曼曾經入選法國U19，法國U20和法國U21。2010年他代表國家隊出戰在自己國家舉行的2010年歐洲19歲以下足球錦標賽。格里兹曼也在2014年入選法國國家隊，代表法國參加了2014年世界盃，幫助國家隊打進8強。格里兹曼是神射手以及2016年歐洲足球錦標賽的國家隊代表球員之一，以東道主身份參賽的法國最終奪得亞軍。2018年7月15日，格里兹曼所在的法国国家足球队获得2018年世界杯冠军。

## 早年
格里兹曼出生在法國索恩-盧瓦爾省馬孔市鎮的一個公寓。他的父親阿蘭是一名市議員，也是來自亞爾薩斯地區，因此他的姓氏和亞爾薩斯同鄉、國家隊隊友摩根·舒尼達連都是日耳曼根源；而母親伊莎貝爾則為葡萄牙人，外祖父阿瑪羅·洛佩斯是一名曾經效力費利拿柏高斯的葡萄牙籍足球員。其外祖父與外祖母在1957年因為工作關係而定居法國，並於法國生下其母，外祖父在其幼年（1992年）去世。格里兹曼幼時常於帕科斯費雷拉渡假。
格里兹曼的職業生涯始於他的家鄉球隊UF梅肯。在那裡，格里兹曼進行了多次的試訓，球會因為他過矮的身高和過輕的重量而拒絕了他。
在2005年，在與蒙彼利埃的試訓當中，格里兹曼在巴黎的青訓營對巴黎圣日耳曼的友誼賽中上陣，而比賽中有不同國家球會的球探到場參觀。他的出色表現令數家俱樂部對他留下深刻的印象，尤其是西班牙球會皇家蘇斯達。在比賽中，俱樂部的官員向格里兹曼提供了在圣塞瓦斯蒂安為期一周的試用，而格里兹曼也欣然接受了。他後來再在俱樂部中待留多兩星期。最後，皇家社會隨後正式聯繫格里兹曼的父母並提出一份青少年球員的合同。格里兹曼的父母最初因為生活習慣和語言等因素而拒絕讓格里兹曼前往西班牙發展，但最終也是為了讓格里兹曼有更好的發展而作出讓步。

## 球會生涯

### 皇家社會
當第一次來到皇家蘇斯達，格里兹曼便向球探提出跨境來往的要求。晚上在球會設在圣塞瓦斯蒂安的總部進行訓練。格里兹曼在短時間便被提升至皇家社會一隊，但他卻在提升一隊後四年才首次亮相。他被當時的教練馬丁·拉薩爾特召入球隊在09-10賽季的季前熱身賽的陣容。在一系列季前熱身賽中，他上陣四場並打進五球，而教練拉薩爾特選擇他為新賽季球隊的常規左邊鋒。

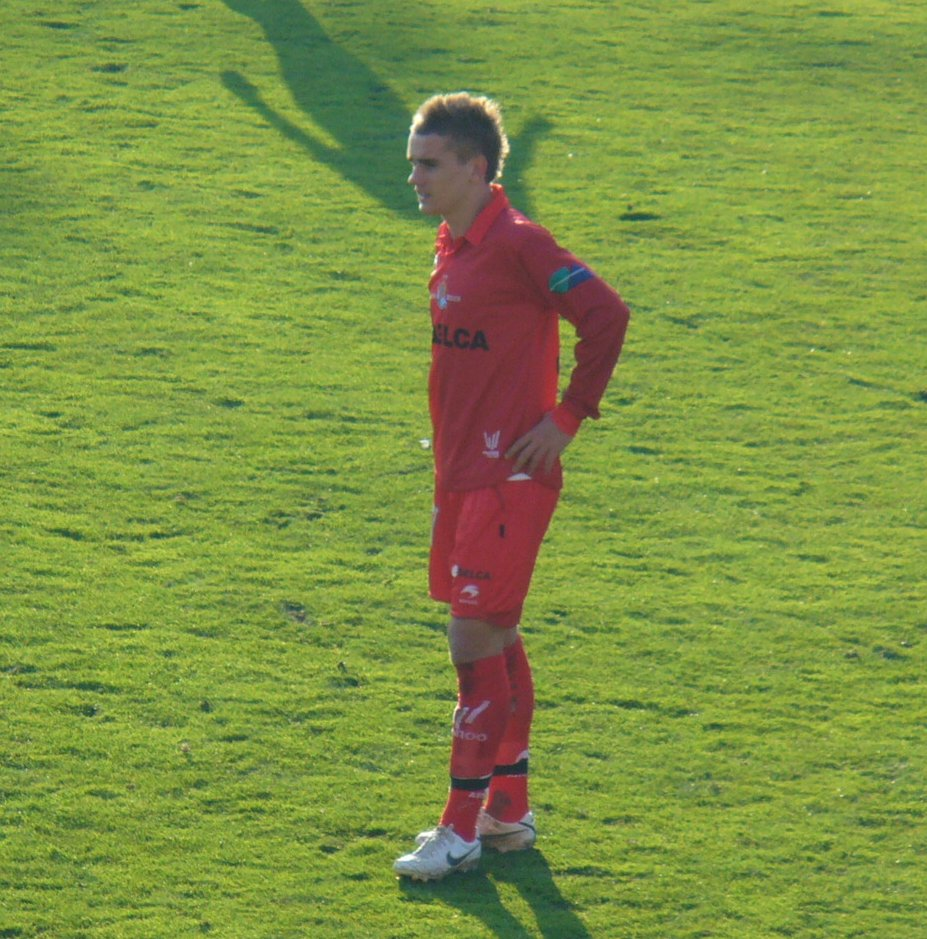
格里兹曼在2010年3月客場薩拉曼卡期間

2009年9月2日，格里兹曼在西班牙國王盃對陣巴列卡诺的比賽中做了他在皇家社會的首演。他下半場77分鐘以替補身份上陣，協助球隊以2:0勝出賽事。四個月後，格里兹曼完成了自己在西乙的首次登場，他以替補身份入場協助球隊0:0逼平穆爾西亞。同年9月27日，他首次在西乙正選登場，並射入自己職業生涯和自己西乙的第一個進球，協助球隊以2:0擊敗韦斯卡。兩星期後，格里兹曼射入他在西乙的第二個進球，協助球隊以2:0擊敗薩拉曼卡。2009年11月，格里兹曼在連續兩天的比賽中分別各打進一球，對手分別為靴高斯以及韋爾瓦。當中，對後者的進球是該場比賽中的唯一進球。格里兹曼在隊中一直有出色的表現，在本賽季中對陣加的斯和努曼西亞打進了兩個關鍵進球。讓皇家社會成為該季西乙冠軍，從而得以參加2010–11賽季西班牙足球甲級聯賽。
2010年4月8日，格里兹曼與球會簽訂新合約，並留隊至2015年夏季，違約金為3,000萬歐元。在簽訂的合同之前，法甲的里昂，聖伊天和歐塞爾都對他感到相當大的興趣。然而，因為他在皇家社會的一線隊已經獲得了相當多的上場時間，因此他決定與這支西班牙球會延長合約。 格里兹曼在簽訂新合同前也引起了英超兩大豪門曼聯以及阿森纳的興趣。
格里兹曼在2010年8月29日迎來人生中第一次西甲的比賽。他在接受賽後採訪時表示這是他兒時的夢想。經過九月一個國際賽比賽週的休息後，格里兹曼在球隊對陣皇家马德里的比賽中助攻隊友，令場上比分追平為1:1。但球隊最終因為的入球而以1:2落敗。10月25日，格里兹曼射入他在西甲的首個進球，協助球隊以3:0大勝拉科魯尼亞。他假裝開動一輛停在附近的貨車作為慶祝進球的動作。一星期後，格里兹曼在對陣馬拉加的比賽中打進首個入球，協助球隊以2:1勝出。2010年11月，格里兹曼在皇家社會以1:2敗給靴高斯的比賽中打進球隊唯一的進球。在除夕後球隊的第二場比賽中，格里兹曼打進球隊第二個進球。最終以4:0大勝赫塔費。之後，他在接下來的場比賽一球未進，格里兹曼再次打進一球，協助這支有Txuri-urdin之稱的皇家社會以2:1擊敗桑坦德競技。4月17日，他再次打入關鍵進球，協助球隊以2:1擊敗希洪。

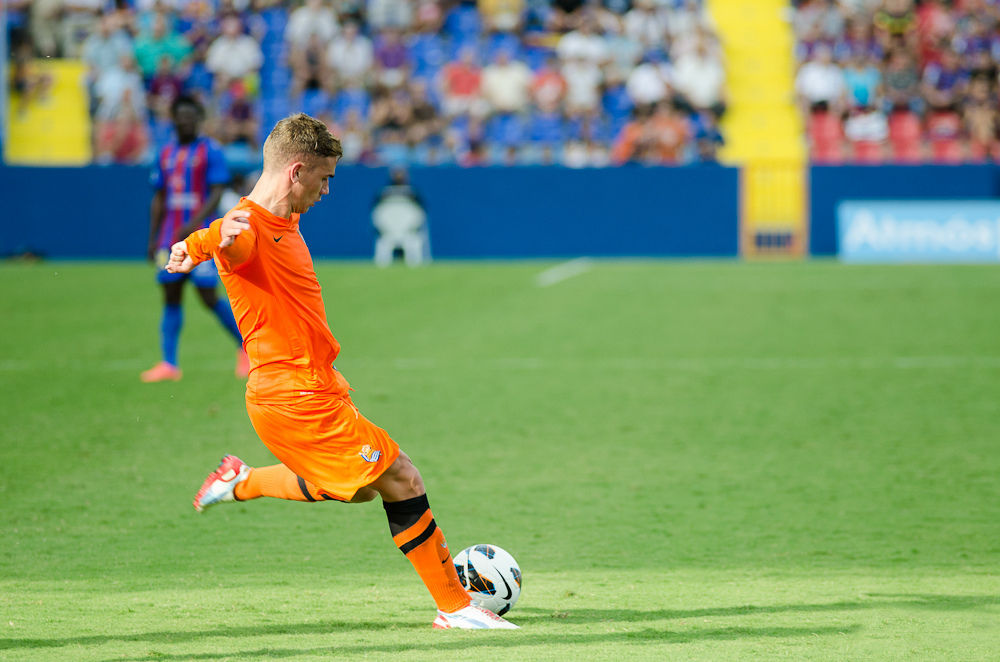
基沙文在2012年9月23日對陣萊萬特的賽事中處理任意球

11-12賽季開季兩週後，格里兹曼在球會主場對陣應屆冠軍巴塞隆納的比賽中打入了板平比分的一球，協助球隊在主場以2:2逼和對手。
12-13賽季最後一輪比賽中，格里兹曼在皇家社會客場對陣拉科魯尼亞的比賽中打進比賽唯一的一球，而皇家社會也憑着他的入球以1:0擊敗拉科全取三分，由於原處第四的華倫西亞客場3:4不敵塞維利亞。因此，皇家社會以1分反超蝙蝠軍團，以聯賽第四名完成本季賽事，因而獲得來季2013–14賽季歐洲冠軍聯賽附加賽參賽資格。而格里兹曼的入球同时也把拉科送回了西乙。
在接下來的賽季，格里兹曼在歐冠附加賽首回合作客法甲球會里昂有着出色的表現。他以一記美妙的「窩利」遠射協助球隊作客2:0擊敗對手，兩回合合計4:0。缺席歐冠十年後再次打進歐冠小組賽。另外，他在2014年1月球會主場迎戰死敵毕尔巴鄂的巴斯克打吡中再次打進一個「窩利」遠射。最終皇家社會以2:0勝出賽事。

### 馬德里競技
2013-14球季結束後，與 同時離開了马德里竞技，主教練迪亞哥·西蒙尼表示球隊需要引進具速度的鋒線球員。7月28日，基沙文從皇家蘇斯達完成轉會，轉會費達3000萬歐元，與一同扛起兩大神鋒遺留下的空缺。他在2014年7月29日通過體檢後隨即簽訂六年的合約，並穿上7號球衣。

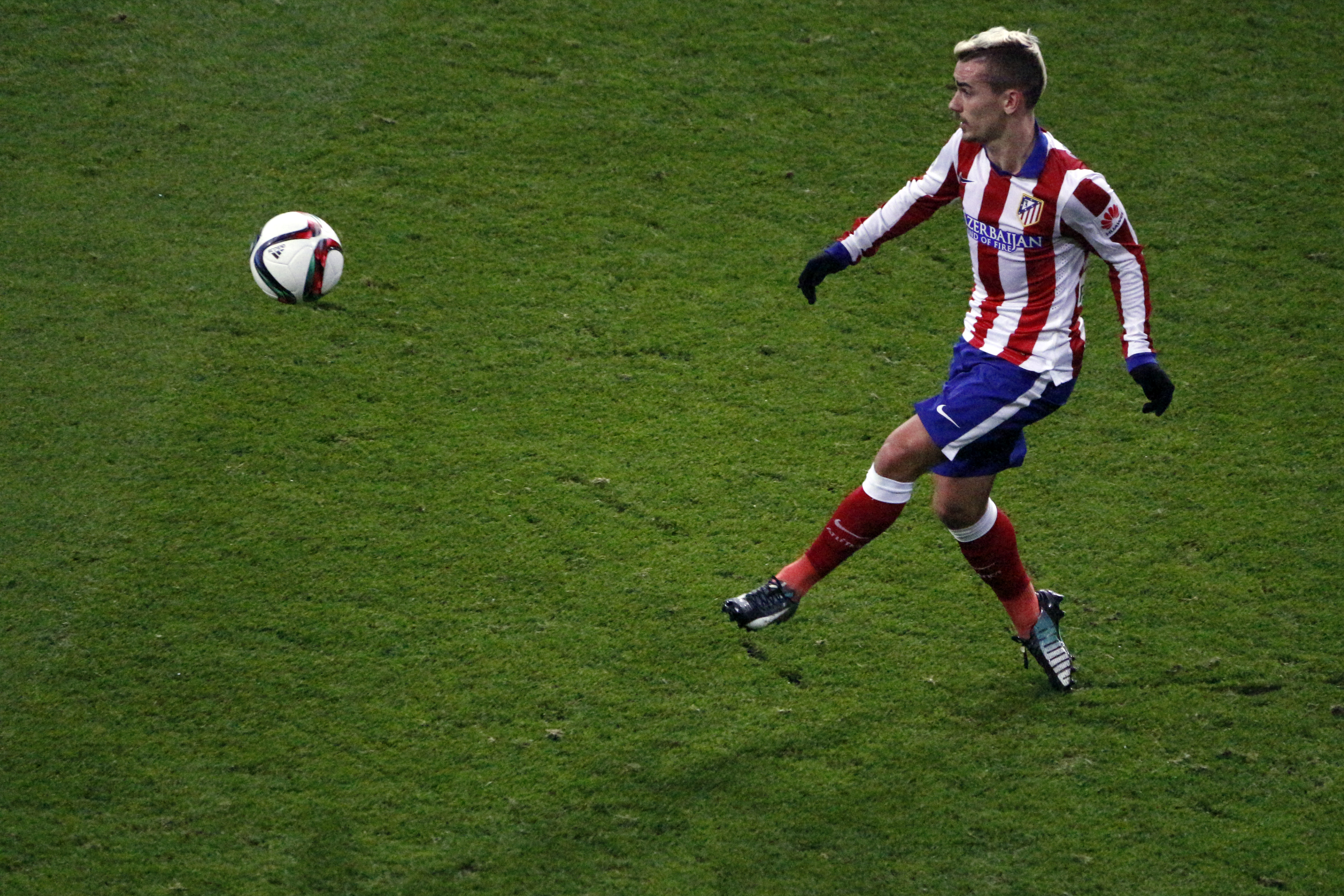
格里兹曼在2015年1月的馬德里打吡上陣

同年8月19日，格里兹曼在2014年西班牙超級盃首回合作客1:1迫和皇家马德里的比賽中完成在馬競的首次登場，他在下半場57分鐘入替。
9月17日，他在歐洲冠軍聯賽小組賽對陣奧林匹亞科斯的比賽中為馬競打入加盟以來的第一個進球，但馬競最終作客2:3不敵對手。格里兹曼在11月1日主場對陣科爾多瓦的比賽中，打進自己在馬競的第一個聯賽進球，協助「床單軍團」以4:2擊敗對手。
格里兹曼在同年12月21日面對毕尔巴鄂的比賽中上演轉會後首個帽子戲法，助马德里竞技以4-1大勝。2015年1月，他在只為馬競上陣3場的情況下便成為該月份西甲每月最佳球員。 
2015年4月25日，基沙文在主場3:0大勝埃爾切的比賽中梅開二度。這兩個進球令基沙文的該賽季聯賽的總進球數增加至22個，這也是法國球員在西班牙頂級聯賽的最佳紀錄。
本季他於三十七場射入 22 球。成為馬體會唯一一位球員，被選中成為西甲年度隊伍LFP Awards, 與 基斯坦奴·朗拿度 及 利昂内尔·梅西三前鋒共享榮譽
2015年8月22日，格里兹曼在馬競新賽季首場主場比賽中打進全場唯一進球，協助馬競以1:0擊敗升班馬拉斯帕尔马斯。他在同年9月15日再打進一球，協助馬競在2015–16年歐洲冠軍聯賽小組賽擊敗加拉塔沙雷。一星期後，他在馬競對陣同城俱樂部赫塔費的比賽中梅開二度並協助床單軍團登上西甲榜首。10月18日，格里兹曼面對老東家皇家社會，他在第9分鐘面對門將傑羅尼莫·魯利採取勺子射門協助馬競2:0擊敗對手。
2016年2月27日，格里兹曼在馬競客戰皇馬的比賽打進全場唯一進球。在4月13日，他在欧洲冠军联赛八強次回合2:0擊敗巴塞隆拿的比賽中在比森特·卡尔德隆球场梅開二度令俱樂部淘汰對手晉級四強。2016年5月3日，馬競迎來另一個強大的對手拜仁慕尼黑。在拜仁以激情聞名的主場安聯球場中，格里兹曼頂住壓力打入一個進球。儘管拜仁隨後追平比分，但馬競仍然藉著寶貴的客場進球優勢盡級總決賽。兩輪比賽中馬競原本都是不被看好的一方。2016年5月28日,歐冠決賽在米蘭聖西路球場對戰同市球隊皇家马德里，最後皇马憑一記爭議性越位進球90分鐘踢成1比1，12碼大戰馬體會以5–3繼兩年前再一次歐聯決賽敗給皇家马德里。
2016年6月23日,馬體會在官網宣佈，格里兹曼已與球會續約5年至2021年。
2016年11月1日，格里兹曼在欧冠小組賽第4輪梅開二度，幫助球隊絕殺了羅斯托夫，球隊也提前兩輪小組出線，之後又在第5輪進球，球隊2比0戰勝PSV燕豪芬，讓球隊直接鎖定小組第一。不過在新賽季的西甲，格里兹曼和马德里竞技的表現則是極為掙扎，法國射手在聯賽第7輪作客2比0擊敗瓦倫西亞後陷入了長達843分鐘進球荒，直到聯賽第17輪马德里竞技作客擊敗埃瓦爾才打破，在下半賽季格里兹曼的表現則呈現回暖的跡象，在卡爾德隆球場3比0擊敗瓦倫西亞以及3比1擊敗塞維利亞的比賽中都取得了進球，最終他個人聯賽進球達16個，名列聯賽射手榜的第五名，馬競的聯賽成績則是第三位。在歐冠淘汰賽，格里兹曼在十六強第一輪客場2比4戰勝勒沃库森的比賽中取的了一個進球，之後回到主場，兩隊0比0戰平，馬競成功晉級八強，馬競遭遇英超冠軍莱斯特城，格里兹曼又在主場進球，馬競1比0戰勝萊斯特城，之後客場打成1比1，馬競總比分2比1晉級半決賽，對戰他們的老對手皇家马德里，在首回合馬競客場表現糟糕，格里兹曼又目睹了大演帽子戲法，馬競0比3客場慘敗，晉級希望渺茫，回到主場作戰，格里兹曼在比賽第16分鐘罰進點球，將總比分拉到3比2，可惜馬競在比賽第42分鐘讓皇馬取得客場進球，最終總比分2比4被淘汰，連續3年在歐洲賽場輸給同城對手，無緣決賽。
格里兹曼在2018年2月被評為西甲聯賽最佳球員，在此期間有8個進球和2次助攻，其中包括4天內進了7球（對陣塞維利亞的帽子戲法以及對陣利根尼斯的比賽進了4球）。在2017-18賽季歐霸盃半決賽的第一回合客場挑戰進了一球，並在第二回合助攻進了一球，為馬競以2-1淘汰晉級決賽做出了貢獻，之後在歐霸盃決賽中格里兹曼打進了兩球，以總比分3比0擊敗了馬賽，幫助馬競在九年內第三次奪得歐霸盃冠軍。賽後亦當選了2017-18賽季歐霸盃最佳球員 。

### 巴塞罗那
2019年7月12日，巴塞罗那正式宣布格里兹曼加盟，转会费1.2亿欧元，排名当赛季夏窗第二，仅次于当赛季以1.27亿欧元加盟马德里竞技的若昂·菲利克斯。
2019年8月25日，格里兹曼在西甲联赛第2轮梅开二度，打入个人在巴塞罗那正式比赛的处子球，帮助球队大胜皇家贝蒂斯，在之后的比赛里，格里兹曼发挥不佳，逐渐失去稳定的首发位置，当赛季的后半赛程也因Covid-19疫情而推迟。2020年6月，西甲联赛重新开赛，由于苏亚雷斯和奥斯曼·登贝莱的赛季报销，格里兹曼重回首发阵容，2020年8月14日，巴塞罗那在里斯本光明球场的欧冠1/4决赛以2-8的比分惨败拜仁慕尼黑，结束了那个苦涩的赛季。
2020-21赛季，格里兹曼状态回暖，在多项赛事中均取得进球，2021年1月17日，格里兹曼在西班牙超级杯决赛面对毕尔巴鄂竞技梅开二度，但是球队以2-3战败无缘夺冠。2021年2月3日，格里兹曼在国王杯1/4决赛面对格拉纳达的比赛中打入两球并送出两记助攻，帮助球队在两球落后的情况下逆转比赛并晋级。2021年4月17日的国王杯决赛中，格里兹曼打入一球帮助球队战胜毕尔巴鄂竞技，拿到巴萨生涯第一座也是唯一一座冠军奖杯。格里兹曼当赛季打入20球，排名队内第二，仅次于打入38球的利昂内尔·梅西。
2021年夏天，巴塞罗那因财政原因无法续约队长梅西，阵容大换血，格里兹曼在新战术体系下无法适应，在三轮比赛表现不佳后被租借回马德里竞技。

### 重返马德里竞技
2021年9月，巴塞罗那宣布租借格里兹曼至马德里竞技，条约附带买断条款，格里兹曼正式回归马德里竞技。
2021年9月12日，格里兹曼身披8号球衣登场，完成返回马德里竞技的首秀，当赛季格列兹曼受限于买断条款的影响，只能在每场比赛中登场60分钟，没有太好的表现机会。
2022年10月10日，马德里竞技正式宣布买断格里兹曼，双方签约至2026年，2022-23赛季，格列兹曼代表马竞出场48次，打入16球并有18次助攻，当选队内最佳球员。
2023年7月，由于若昂·菲利克斯的离队，格里兹曼改穿7号球衣。10月22日，格里兹曼在西甲第10轮的比赛中戴帽，帮助球队客场3-0大胜塞尔塔，正式成为马德里竞技队史西甲联赛第一射手。2024年1月11日，格里兹曼在西班牙超级杯半决赛破门，以174球超越阿拉贡内斯，独享马德里竞技队史射手王。

## 國家隊生涯

### 青年
由於格里兹曼從小便在西班牙生活，因此格里兹曼被幾位法國青年不同年齡國家代表隊的教練忽視。直至他在皇家社會有了成功的表現後，在2010年2月23日，他首次入選了法國U19對陣烏克蘭U19的兩場友誼賽。同年3月2日，格里兹曼做了他在法國青年代表隊的首次亮相，球隊最終以0-0戰平烏克蘭。在兩天後再次與烏克蘭的友賽中，他在下半場88分鐘打進致勝的一球，協助法國以2:1戰勝對手。

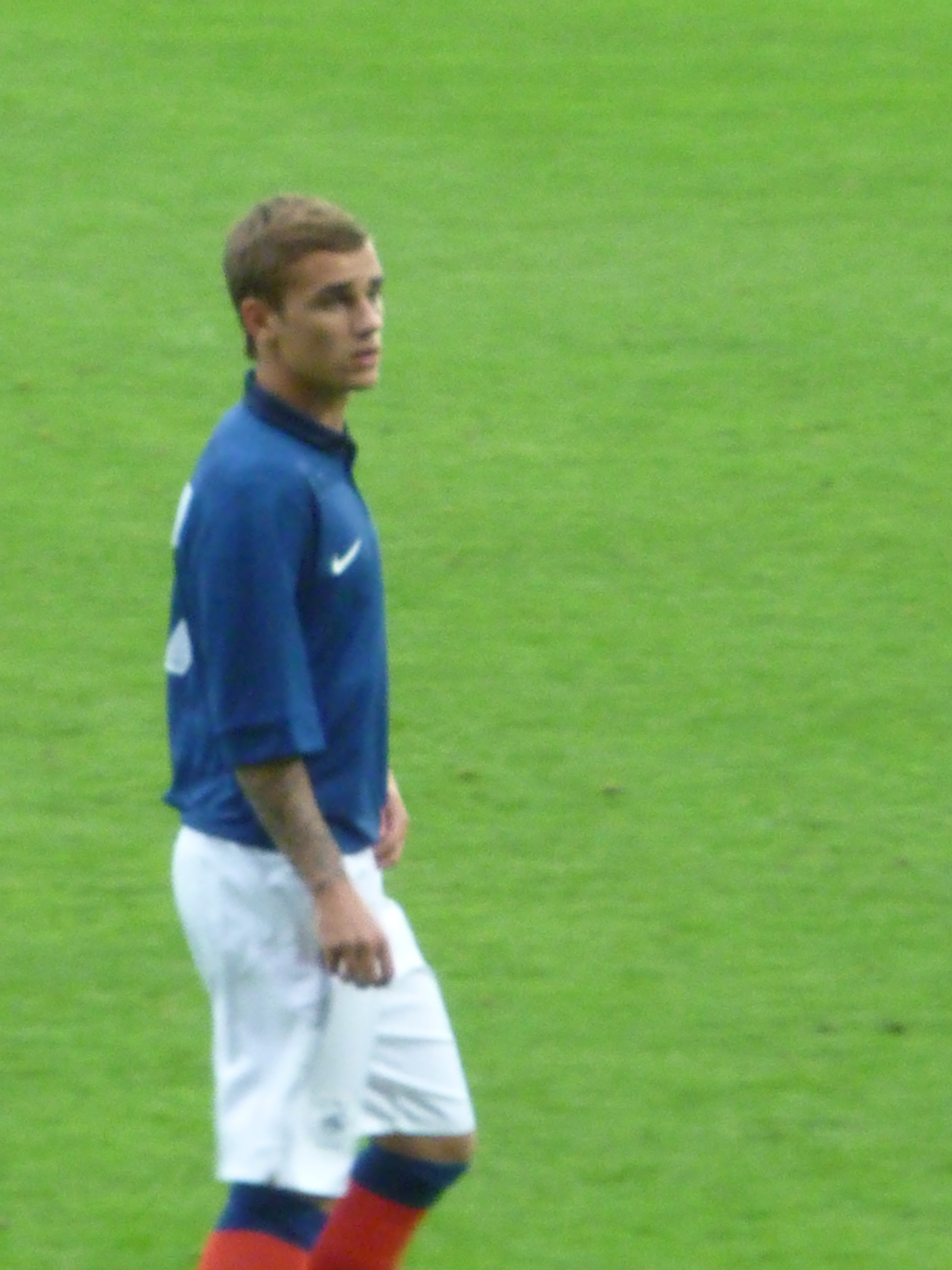
2011年10月7日，格里兹曼在克萊蒙費朗代表法國U21與哈薩克U21進行比賽

2010年6月7日，格里兹曼被法國U19教練弗朗西斯·斯梅雷茨基選進2010年歐洲U-19足球錦標賽的十八人大名單。在錦標賽小組賽第二輪，他在對陣奧地利U19打進兩個入球以及交出助攻。協助法國以6:0大勝對手。而法國U19最終以主辦國身份勝出錦標。他也被提名為隊中最佳球員。
由於法國在歐洲19歲以下錦標賽的勝利，令法國獲得參加2011年U20世界盃足球賽的資格，這也令格里兹曼開始代表法國U20出場。2010年9月28日，他被召入參加對陣葡萄牙U20和意大利球會尤文图斯的預備隊的友誼賽。然而，格里兹曼沒有因為被派遣上陣，他因為在一次訓練中大腿受傷而離隊進行治療。在接下來的一個月，儘管格里兹曼仍然有資格出現在U20，但他卻被法國U21主教練Erick Mombaerts在對陣俄羅斯U20的友誼賽中召入，作為替代因傷退隊的。格里兹曼在比賽的下半場以替補身份出場。完成了他在U21的首次亮相。最終以在1-0擊敗對手。
在出賽兩場在U21的比賽之後，格里兹曼回到了U20代表隊，在2011年2月9日以2-1戰勝英格蘭U21再次上陣。2011年6月10日，他進入了法國U20在2011年U20世界盃足球賽21人大名單。他在7月30日4:1大勝哥倫比亞U20的比賽中正選上陣。同年8月10，法國U20對陣厄瓜多爾U20的16強淘汰賽中，格里兹曼打進全場比賽唯一入球，協助球隊1:0淘汰對手。
在2012年11月，格里兹曼因為賽前紀律的原因被停賽處分直到31日，因為他和另外四名隊友在U21歐洲盃資格賽比賽前的夜晚去了巴黎夜店。期間，他考慮改於效忠於他的祖先出源地葡萄牙。

### 成年隊

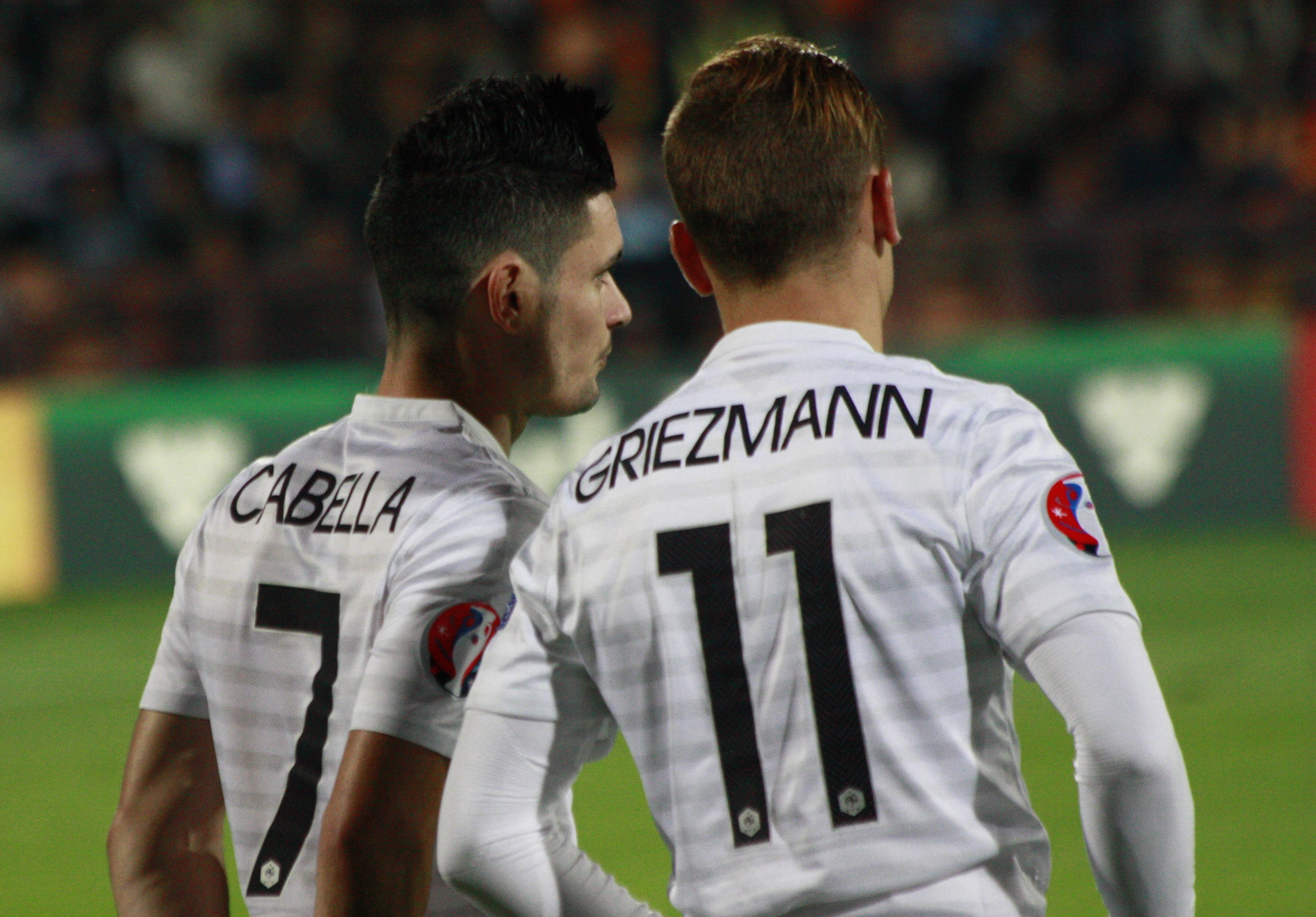
格里兹曼與雷米·卡貝拉在2014年10月的友賽對陣亞美尼亞期間

在2014年2月27日，格里兹曼被法國國家足球隊教練德尚召入在法蘭西球場對陣荷蘭的友誼賽。他在3月5日的比賽中迎來國家隊的首秀，他上場68分鐘協助國家隊主場2:0擊敗荷蘭。

#### 2014年世界盃
同年5月13日，他進入法國國家隊征戰2014年世界盃的30人大名單。6月1日，他在尼斯對陣巴拉圭的世界盃熱身賽中打進自己在國際賽的首個進球。最終比分為1:1。他在6月8日對陣牙買加的最終熱身賽中，以替補身份入替吉魯。並在比賽中個人梅開二度，協助法國以8:0大勝對手，隨後又入選23人名單，背號11。
同年6月15日，格里兹曼取代因傷未能參加2014年世界盃的法國陣中頭號球星出任先發左翼，並在阿雷格里港協助「藍衣軍團」以3:0擊敗洪都拉斯。法國最終打進半準決賽被該屆冠軍德國淘汰出局。

#### 2016年歐國盃
格里兹曼被選入法國主辦的2016年欧洲足球锦标赛的大名單，也在開幕戰2:1擊敗羅馬尼亞的賽事中首發登場。格里茲曼在下一場對阿爾巴尼亞的比賽上並未獲得先發，下半場格里茲曼被換上代替吉魯，在最後一分鐘接獲阿迪爾·拉米的傳中起腳破網，法國以2-0取勝。在6月26日十六強賽對陣爱尔兰的比賽中，格里兹曼在法國隊開場僅兩分鐘便失一球的逆境下，於下半場比賽中梅開二度，助球隊逆轉獲勝。7月2日对阵冰岛的四分之一决赛中，格里兹曼用一记精彩的挑射打入球队的第四球。7月7日半决赛对阵德国，上半场结束前，德国队长舒韋恩史迪加禁区内手球犯规，格里兹曼冷静打入点球。下半场，博格巴左路传中，诺伊尔扑球不远，格里兹曼禁区内机敏抢点破门。他的两个进球帮助法国队以2：0的比分击败德国队闯进决赛。决赛中，格里兹曼错失几次机会，最终法国队加时赛0:1败北葡萄牙，屈居亚军。基沙文摘下了這屆歐國盃金靴獎,個人獨取6球，並有2個助攻。亦獲歐洲足協官方選為今屆賽事最佳球員，亦入選官方公佈的最佳11人陣容。他在錦標賽中出色的表現僅次於在1984年歐洲國家盃射入9球的米歇尔·普拉蒂尼。

#### 2018年世界盃

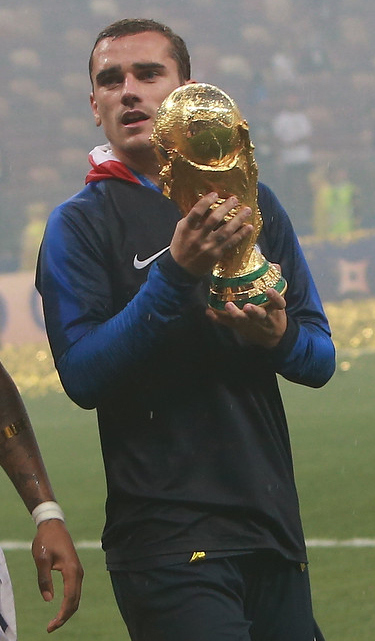
基沙文棒起2018年世界盃冠軍獎盃

格里兹曼入選法國征戰2018年世界盃的名單，在比賽中多次操刀十二碼都能將球踢進，操刀定位球也造成不少進球。其中他在對上烏拉圭時也在61分鐘幫法國取得第二分，但進球後的他並沒有任何慶祝動作，他表示是因為烏拉圭陣中有許多馬德里競技的隊友。在決賽中對上克羅埃西亞時他在18分時操刀自由球，對方球員馬里奧·曼祖基奇不慎頂入球門造成進球，隨後幫克羅埃西亞踢進追平分的佩里希奇在自家禁區內不慎手球，格里茲曼打進十二碼。最後法國隊贏得比賽，再次舉起大力神杯，而格里茲曼在足總評選的賽事最佳球員中名列第三，共攻入四球。

#### 2022年世界盃
2022年11月，格里茲曼獲法國國家足球隊徵召出戰2022年世界盃，最終隨隊獲得亞軍。

#### 從國家隊掛靴
2024年9月30日，格里茲曼宣布從法國國家隊掛靴。

## 踢球風格
有份評選的格里兹曼成為2016年欧洲足球锦标赛最佳球員的歐洲足球協會聯盟技術研究總監盧比斯古表示:「他非常努力地為球隊爭取成績，而且擁有超卓控球技術、傳球視野及把握能力的質素。」以及形容為「在每場比賽都極具威脅」。一個快速，現代以及多才多藝的左腳並具備精準射門的前鋒。格里兹曼也被形容為「隊中重心球員」以至他能夠勝任在前場任何位置，包括前鋒，攻擊中場, 甚至是翼鋒。此外，他速度快，把握力強，故非常適合打防守反擊。他處罰任意球的能力極為出色 亦是一名十二碼劊子手。

### 進球慶祝動作
在2016年他的慶祝動作成為加拿大音樂家德瑞克的歌曲牛逼牛逼牛逼Hotline Bling,的MV模因。

## 球場以外
格里兹曼與全球封面球星梅西成為足球遊戲FIFA 16法國版的封面人物，這是經過公眾網上的投票。他也是繼本泽马在2013年後作為遊戲封面的首個法國人。
格里兹曼自2011年開始與艾莉卡·喬貝雷納（Erika Choperena）交往，他們的第一個孩子於2016年4月8日出生，為女兒，取名米雅（Mia Griezmann）。2017年6月15日，格里茲曼和艾莉卡在西班牙完婚。兩人育有三個小孩，有意思的是，格里茲曼的3個孩子都是在4月8日出生，包括2016年出生的女兒米雅，2019年出生的兒子艾馬洛（Amaro Griezmann），及2021年出生的女兒艾巴·格里茲曼（Alba Griezmann）。
格里兹曼的姊姊Maud是2015年11月巴黎襲擊事件中巴塔克蘭劇院的其中一名生還者，當時他正在法蘭西體育場與德國進行國際友誼賽。
基沙文非常鍾情於籃球，經常留意NBA的比賽，他最愛的球員是戴歷路斯，他曾多次公開很喜歡看路斯的比賽。基沙文有時間便會飛往美國欣賞NBA賽事，有時亦與部分NBA球員交手，其球技亦獲其他NBA球員讚賞。

### 新疆議題
在商業代言方面，當時仍效力馬德里體育會的基沙文於2017年起，便成為中华人民共和国電訊品牌华为的代言人。但是，在2020年12月10日晚上，他透過其個人Instagram帳號發出帖文，指要和華為終止合作，更直言他作相關決定的原因是與華為被指有份開發以便中华人民共和国政府監控新疆维吾尔自治区維吾爾族的人臉識別系統「維吾爾警報」的消息有關。

### 種族歧視
2021年7月，一则格里兹曼和队友登贝莱2019年随巴塞罗那足球俱乐部访问日本期间拍摄的影片在网上流传。影片中，面对前往酒店上门维修游戏机的当地工作人员，二人对其长相和语言进行嘲笑，登贝莱用法語向格列茲曼說「這些醜陋的臉孔，讓他們來就是為了讓你能打遊戲，你不羞愧嗎？」「這些人說什麼鳥語？」，格列茲曼聽完大笑。影片发布后，格里兹曼和登贝莱被批歧视亚裔。事后格里兹曼坚称自己并不存在种族歧视行为，但之后仍然进行了道歉。巴萨的赞助商之一日本乐天株式会社（Rakuten）已就格里兹曼和登贝莱涉嫌种族歧视一事表达愤怒，原本聘请格里兹曼作为《游戏王》形象大使的日本游戏厂商科乐美也宣布与其解约。

## 生涯數據

### 球會
最後更新：2020年8月25日
| 球會         | 賽季     | 聯賽 | 聯賽 | 盃賽 | 盃賽 | 洲際 | 洲際 | 其它 | 其它 | 總計 | 總計 |
| 球會         | 賽季     | 上場 | 入球 | 上場 | 入球 | 上場 | 入球 | 上場 | 入球 | 上場 | 入球 |
| ------------ | -------- | ---- | ---- | ---- | ---- | ---- | ---- | ---- | ---- | ---- | ---- |
| 皇家蘇斯達   | 2009–10  | 39   | 6    | 1    | 0    | —    | —    | —    | —    | 40   | 6    |
| 皇家蘇斯達   | 2010–11  | 37   | 7    | 2    | 0    | —    | —    | —    | —    | 39   | 7    |
| 皇家蘇斯達   | 2011–12  | 35   | 7    | 3    | 1    | —    | —    | —    | —    | 38   | 8    |
| 皇家蘇斯達   | 2012–13  | 34   | 10   | 1    | 1    | —    | —    | —    | —    | 35   | 11   |
| 皇家蘇斯達   | 2013–14  | 35   | 16   | 7    | 3    | 8    | 1    | —    | —    | 49   | 20   |
| 皇家蘇斯達   | 總計     | 180  | 46   | 14   | 5    | 8    | 1    | —    | —    | 201  | 52   |
| 馬德里體育會 | 2014–15  | 37   | 22   | 5    | 1    | 9    | 2    | 2    | 0    | 54   | 25   |
| 馬德里體育會 | 2015–16  | 38   | 22   | 3    | 3    | 13   | 7    | 0    | 0    | 54   | 32   |
| 馬德里體育會 | 2016–17  | 36   | 16   | 5    | 4    | 12   | 6    | 0    | 0    | 53   | 26   |
| 馬德里體育會 | 2017–18  | 32   | 19   | 3    | 2    | 14   | 8    | 0    | 0    | 49   | 29   |
| 馬德里體育會 | 2018–19  | 37   | 15   | 2    | 2    | 8    | 4    | 1    | 0    | 48   | 21   |
| 馬德里體育會 | 總計     | 180  | 94   | 18   | 12   | 56   | 27   | 3    | 0    | 257  | 133  |
| 巴塞隆拿     | 2019–20  | 35   | 9    | 4    | 4    | 9    | 2    | 0    | 0    | 48   | 15   |
| 巴塞隆拿     | 總計     | 35   | 9    | 4    | 4    | 9    | 2    | 0    | 0    | 48   | 15   |
| 生涯總計     | 生涯總計 | 395  | 149  | 35   | 21   | 73   | 30   | 3    | 0    | 506  | 200  |

1. ↑  包括西班牙國王盃,西班牙超級盃
2. ↑  包括歐洲超級盃
3. 1 2 3 4 5 6 7  歐洲冠軍聯賽所有上場次數
4. ↑  西班牙超級盃所有上場次數

### 國家隊
| 國家隊 | 賽季 | 上場 | 進球 |
| ------ | ---- | ---- | ---- |
| 法國   | 2014 | 14   | 5    |
| 法國   | 2015 | 10   | 1    |
| 法國   | 2016 | 15   | 8    |
| 法國   | 2017 | 10   | 5    |
| 法國   | 2018 | 18   | 7    |
| 法國   | 2019 | 11   | 4    |
| 法國   | 2020 | 6    | 3    |
| 法國   | 2021 | 10   | 8    |
| 總共   | 總共 | 94   | 41   |

### 國家隊入球
| #   | 日期       | 比賽場地                                     | 對手       | 比分 | 賽果 | 賽事                       |
| --- | ---------- | -------------------------------------------- | ---------- | ---- | ---- | -------------------------- |
| 1.  | 2014.06.01 | 法國尼斯安聯里維耶拉球場                     | 巴拉圭     | 1–0  | 1–1  | 友誼賽                     |
| 2.  | 2014.06.08 | 法國里尔皮埃尔·莫鲁瓦球场                    | 牙买加     | 7–0  | 8–0  | 友誼賽                     |
| 3.  | 2014.06.08 | 法國里尔皮埃尔·莫鲁瓦球场                    | 牙买加     | 8–0  | 8–0  | 友誼賽                     |
| 4.  | 2014.10.14 | 亞美尼亞埃里溫瓦茲根·薩爾基相共和黨體育場    | 亞美尼亞   | 3–0  | 3–0  | 友誼賽                     |
| 5.  | 2014.11.14 | 法國雷恩洛里安路球場                         | 阿尔巴尼亚 | 1–1  | 1–1  | 友誼賽                     |
| 6.  | 2015.10.08 | 法國尼斯安聯里維耶拉球場                     | 亞美尼亞   | 1–0  | 4–0  | 友誼賽                     |
| 7.  | 2016.03.25 | 荷蘭阿姆斯特丹阿姆斯特丹球場                 | 荷蘭       | 1-0  | 3-2  | 友誼賽                     |
| 8.  | 2016.06.15 | 法國马赛韦洛德罗姆球场                       | 阿尔巴尼亚 | 1–0  | 2–1  | 2016年歐洲足球錦標賽       |
| 9.  | 2016.06.26 | 法國里昂卢米埃尔球场                         | 愛爾蘭     | 1–1  | 2–1  | 2016年欧洲足球锦标赛淘汰赛 |
| 10. | 2016.06.26 | 法國里昂卢米埃尔球场                         | 愛爾蘭     | 2-1  | 2-1  | 2016年欧洲足球锦标赛淘汰赛 |
| 11. | 2016.07.03 | 法國聖坦尼法蘭西體育場                       | 冰島       | 4-0  | 5-2  | 2016年欧洲足球锦标赛淘汰赛 |
| 12. | 2016.07.07 | 法國马赛韦洛德罗姆球场                       | 德国       | 1–0  | 2–0  | 2016年欧洲足球锦标赛淘汰赛 |
| 13. | 2016.07.07 | 法國马赛韦洛德罗姆球场                       | 德国       | 2-0  | 2-0  | 2016年欧洲足球锦标赛淘汰赛 |
| 14. | 2016.10.07 | 法國聖坦尼法蘭西體育場                       | 保加利亚   | 3-1  | 4-1  | 2018年國際足協世界盃外圍賽 |
| 15. | 2017.03.25 | 卢森堡卢森堡市若西·巴特尔体育场              | 盧森堡     | 2-1  | 3-1  | 2018年國際足協世界盃外圍賽 |
| 16. | 2017.06.02 | 法國雷恩雷恩公園球場                         | 巴拉圭     | 5-0  | 5-0  | 友誼賽                     |
| 17. | 2017.08.31 | 法國聖坦尼法蘭西體育場                       | 荷蘭       | 1-0  | 4-0  | 2018年國際足協世界盃外圍賽 |
| 18. | 2017.10.10 | 法國聖坦尼法蘭西體育場                       | 白俄羅斯   | 1-0  | 2-1  | 2018年國際足協世界盃外圍賽 |
| 19. | 2017.11.10 | 法國聖坦尼法蘭西體育場                       |            | 1-0  | 2-0  | 友誼賽                     |
| 20. | 2018.06.01 | 法國尼斯安聯里維耶拉球場                     | 義大利     | 2-0  | 3-1  | 友誼賽                     |
| 21. | 2018.06.16 | 俄羅斯喀山喀山競技場                         |            | 1-0  | 2-1  | 2018年國際足總世界盃       |
| 22. | 2018.06.30 | 俄羅斯喀山喀山競技場                         | 阿根廷     | 1-0  | 4-3  | 2018年國際足總世界盃淘汰賽 |
| 23. | 2018.07.06 | 俄羅斯下諾夫哥羅德下諾夫哥羅德體育場         | 乌拉圭     | 2-0  | 2-0  | 2018年國際足總世界盃淘汰賽 |
| 24. | 2018.07.15 | 俄羅斯莫斯科盧日尼基體育場                   |            | 2-1  | 4-2  | 2018年國際足協世界盃決賽   |
| 25. | 2018.10.16 | 法國聖坦尼法兰西体育场                       | 德国       | 1-1  | 2-1  | 2018年欧洲国家联赛         |
| 26. | 2018.10.16 | 法國聖坦尼法兰西体育场                       | 德国       | 2-1  | 2-1  | 2018年欧洲国家联赛         |
| 27. | 2019.03.22 | 摩尔多瓦基希讷乌森布鲁体育场                 | 摩尔多瓦   | 1-0  | 4-1  | 2020年欧洲杯预选赛         |
| 28. | 2019.03.25 | 法國聖坦尼法蘭西體育場                       | 冰島       | 4-0  | 4-0  | 2020年欧洲杯预选赛         |
| 29. | 2019.06.02 | 法國聖坦尼法蘭西體育場                       | 玻利维亚   | 2-0  | 2-0  | 友誼賽                     |
| 30. | 2019.11.17 | 阿爾巴尼亞地拉那科姆伯塔雷競技場             | 阿尔巴尼亚 | 2-0  | 2-0  | 2020年欧洲杯预选赛         |
| 31. | 2020.09.09 | 法國聖坦尼法蘭西體育場                       |            | 1-1  | 4-2  | 2020–21年歐洲國家聯賽      |
| 32. | 2020.10.08 | 法國聖坦尼法蘭西體育場                       | 乌克兰     | 7-1  | 7-1  | 友誼賽                     |
| 33. | 2020.10.15 | 克羅埃西亞薩格勒布馬克西米爾體育場           | 乌克兰     | 1-0  | 2-1  | 2020–21年歐洲國家聯賽      |
| 34. | 2021.03.25 | 法國聖坦尼法蘭西體育場                       | 芬兰       | 1-0  | 1-1  | 2022年國際足總世界盃外圍賽 |
| 35. | 2021.03.31 | 波士尼亞和赫塞哥維納塞拉耶佛加爾巴維察體育場 |            | 1-0  | 1-0  | 2022年國際足總世界盃外圍賽 |
| 36. | 2021.06.02 | 法國尼斯安聯里維耶拉球場                     |            | 2-0  | 3-0  | 友誼賽                     |
| 37. | 2021.06.08 | 法國聖坦尼法蘭西體育場                       | 保加利亚   | 1-0  | 3-0  | 友誼賽                     |
| 38. | 2021.06.19 | 匈牙利布達佩斯普斯卡什球場                   | 匈牙利     | 1–1  | 1–1  | 2020年歐洲足球錦標賽       |
| 39. | 2021.09.01 | 法國聖特拉斯堡梅納烏球場                     |            | 1-1  | 1-1  | 2022年國際足總世界盃外圍賽 |
| 40. | 2021.09.07 | 法國里昂盧米埃爾球場                         | 芬兰       | 1-0  | 2-0  | 2022年國際足總世界盃外圍賽 |
| 41. | 2021.09.07 | 法國里昂盧米埃爾球場                         | 芬兰       | 2-0  | 2-0  | 2022年國際足總世界盃外圍賽 |

## 榮譽

### 球會
皇家蘇斯達
- 西乙聯賽：2009–10[98]

馬德里體育會
- 西班牙超級盃冠軍：2014
- 歐霸盃冠軍：2017-18
- 歐洲超級盃冠軍：2018
- 歐洲聯賽冠軍盃亞軍：2015-16

巴塞罗那
- 西班牙国王杯冠军：2020–21

### 國家隊
法國國家隊
- 歐洲U-19足球錦標賽冠軍：2010
- U20世界盃殿軍：2011
- 歐洲國家盃亞軍：2016
- 國際足協世界盃冠軍：2018，亞軍：2022
- 欧国联冠軍：2020–21

### 個人
- 金球獎 (足球)：2016年金球獎（页面存档备份，存于）第三名, 2018年金球獎（页面存档备份，存于）第三名
- 世界足球先生：2016年世界足球先生（页面存档备份，存于）第三名
- 欧洲最佳球员：2016年歐洲最佳球員 （页面存档备份，存于）第二名,2018年歐洲最佳球員 （页面存档备份，存于）第四名
- 西甲最佳球員：2016年[99]
- 西甲每月最佳球員：2015年1月[38]2015年4月[100]2016年9月[101]2017年3月[102]2018年2月[103]
- 西甲賽季最佳陣容：2014–15[104]
- 《11人》法國年度最佳球員：2015年[105]
- 法國足球 法國年度最佳球員：2016年
- 歐洲聯賽冠軍盃最佳陣容：2015–16[106]2016–17[107]
- 歐霸盃最佳陣容：2017–18[108]
- 歐霸盃最佳球員：2017–18[56]
- 2016年歐洲國家盃金靴獎[109]
- 2016年歐洲國家盃最佳球員[110]
- 2016年歐洲國家盃最佳11人陣容[111]
- 2018年世界盃足球賽銅球獎[112]
- 2018年世界盃足球賽銀靴獎[113]
- 法國榮譽軍團勳章騎士級：2018年

## 外部連結
- Soccerway資料庫：安托万·格里兹曼
- 安托万·格里兹曼在《隊報》足球中的档案 （法文）
- Antoine Griezmann – FIFA國際賽競賽紀錄 (存檔) （英文）
- Antoine Griezmann－UEFA國際賽競賽紀錄 （英文）
- Antoine Griezmann （页面存档备份，存于） （英文）
- BDFutbol檔案（页面存档备份，存于） （英文）
- Futbolme檔案（页面存档备份，存于） （西班牙文）